# Communauté de communes Médoc Atlantique
La communauté de communes  Médoc Atlantique est un établissement public de coopération intercommunale (EPCI) français, situé dans le département de la Gironde, en région Nouvelle-Aquitaine, dans la partie septentrionale des Landes de Gascogne.
Elle est née de la fusion de la communauté de communes de la Pointe du Médoc avec la communauté de communes Lacs Médocains.

## Historique
Le projet de schéma départemental de coopération intercommunale de 2015 impose une fusion aux deux structures intercommunales car le seuil de population de 15 000 habitants n'est pas atteint.

## Territoire communautaire

### Géographie physique
Située au nord-ouest  du département de la Gironde, la communauté de communes Médoc Atlantique regroupe 14 communes et présente une superficie de 1 035,4 km2.

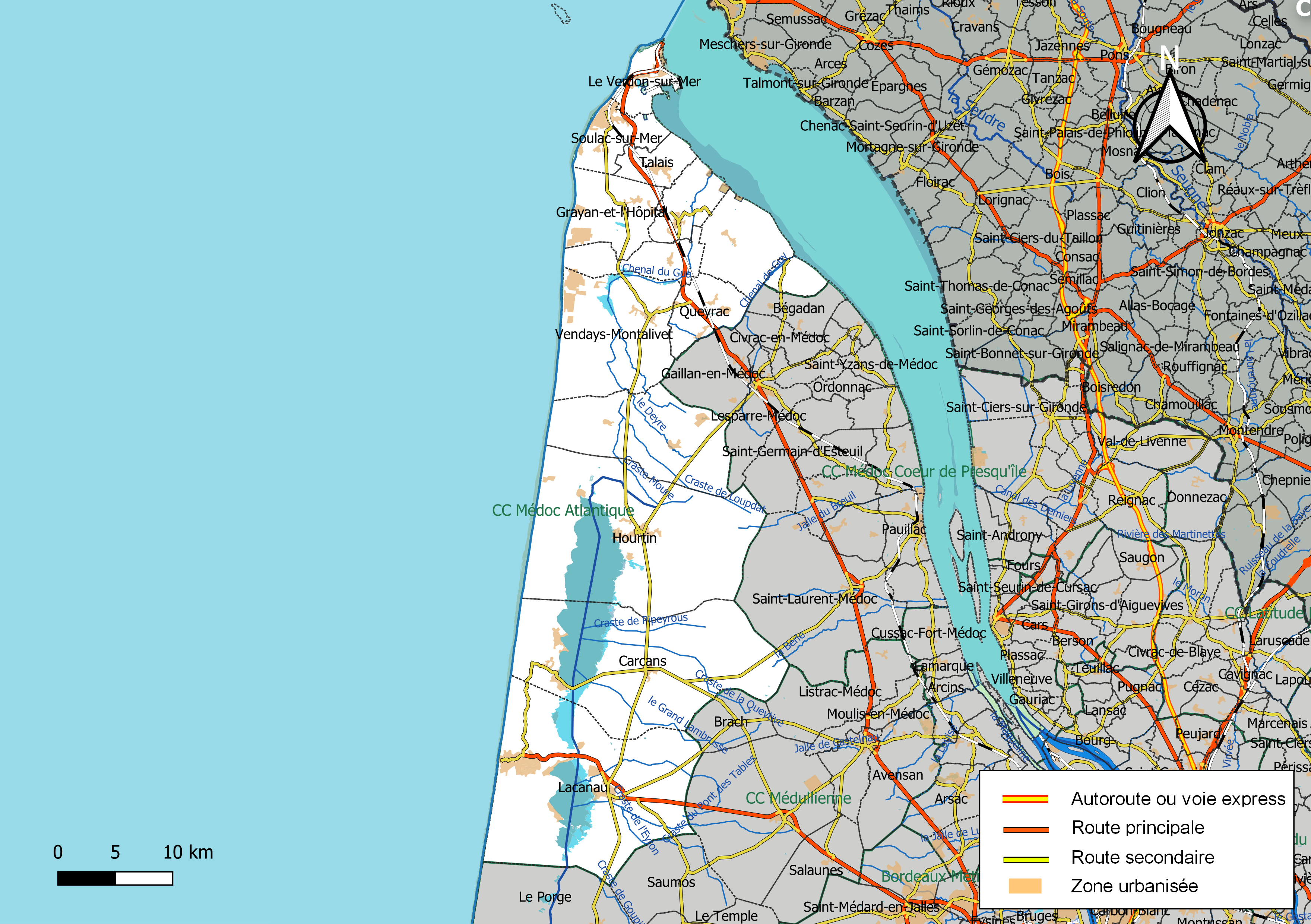
Carte de la communauté de communes Médoc Atlantique au 1er janvier 2019.

### Composition

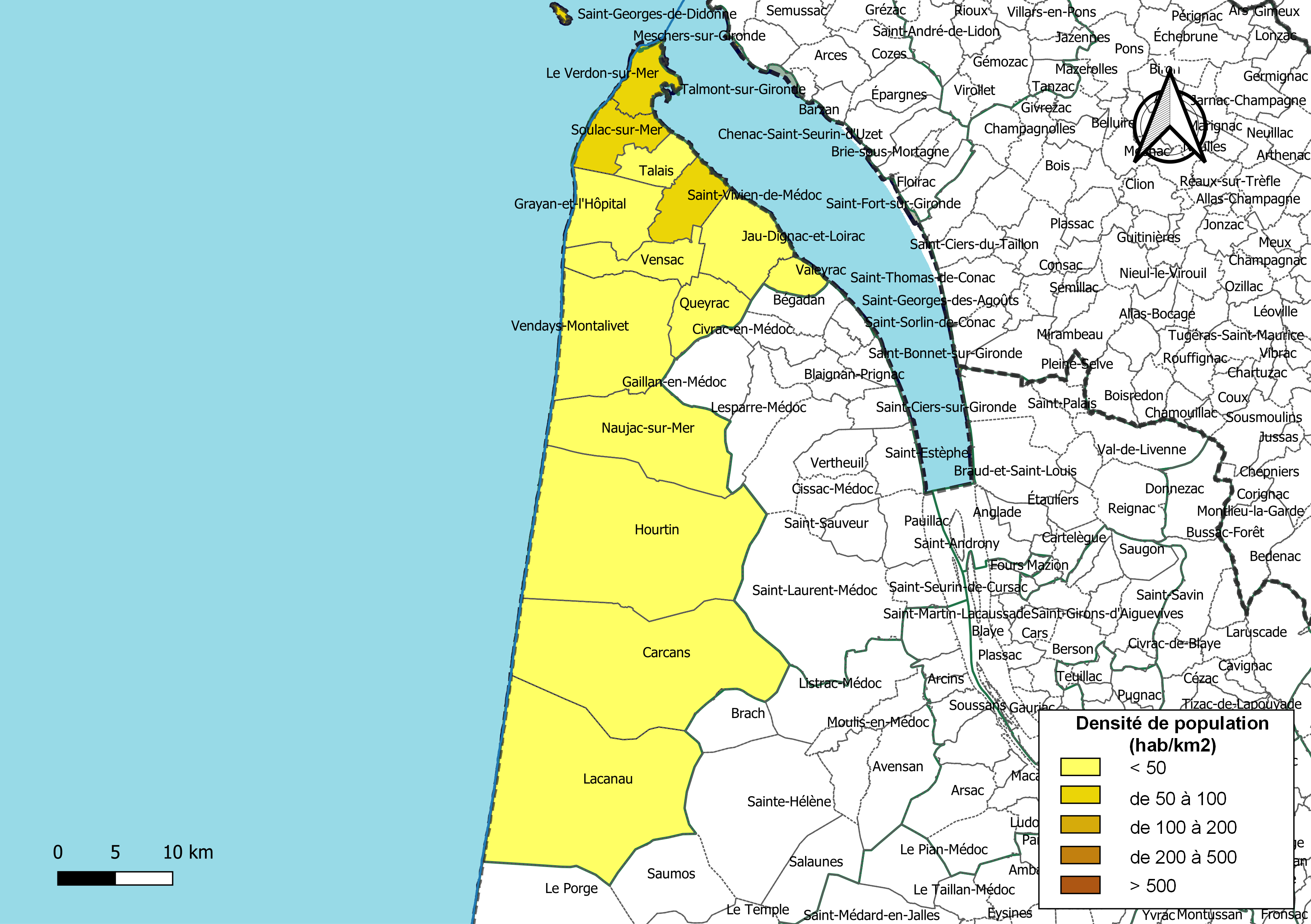
Carte des densités de population (millésimée 2016) des communes de la communauté de communes Médoc Atlantique. Composition en communes au 1er janvier 2019.

La communauté de communes est composée des 14 communes suivantes :

| Nom                    | Code Insee | Gentilé     | Superficie (km2) | Population (dernière pop. légale) | Densité (hab./km2) |
| ---------------------- | ---------- | ----------- | ---------------- | --------------------------------- | ------------------ |
| Soulac-sur-Mer (siège) | 33514      | Soulacais   | 28,89            | 3 011 (2022)                      | 104                |
| Carcans                | 33097      | Carcanais   | 175,4            | 2 415 (2022)                      | 14                 |
| Grayan-et-l'Hôpital    | 33193      | Grayanais   | 45,4             | 1 545 (2022)                      | 34                 |
| Hourtin                | 33203      | Hourtinais  | 190,5            | 4 028 (2022)                      | 21                 |
| Jau-Dignac-et-Loirac   | 33208      | Jovisiens   | 41,23            | 982 (2022)                        | 24                 |
| Lacanau                | 33214      | Canaulais   | 214,02           | 5 389 (2022)                      | 25                 |
| Naujac-sur-Mer         | 33300      | Naujacais   | 98,55            | 1 102 (2022)                      | 11                 |
| Queyrac                | 33348      | Queyracais  | 30,73            | 1 357 (2022)                      | 44                 |
| Saint-Vivien-de-Médoc  | 33490      | Viviennais  | 29,4             | 1 822 (2022)                      | 62                 |
| Talais                 | 33521      | Talaisiens  | 15,27            | 756 (2022)                        | 50                 |
| Valeyrac               | 33538      | Valeyracais | 13,49            | 544 (2022)                        | 40                 |
| Vendays-Montalivet     | 33540      | Vendaysins  | 101,46           | 2 820 (2022)                      | 28                 |
| Vensac                 | 33541      | Vensacais   | 34               | 1 146 (2022)                      | 34                 |
| Le Verdon-sur-Mer      | 33544      | Verdonnais  | 17,09            | 1 389 (2022)                      | 81                 |

### Démographie
| 1968   | 1975   | 1982   | 1990   | 1999   | 2006   | 2011   | 2016   | 2022   |
| ------ | ------ | ------ | ------ | ------ | ------ | ------ | ------ | ------ |
| 16 423 | 16 819 | 16 875 | 17 958 | 19 250 | 22 047 | 24 684 | 25 956 | 28 306 |

## Administration

### Siège
La communauté de communes a son siège à Soulac-sur-Mer.

### Conseil communautaire
En 2017, 38 conseillers communautaires siègent dans le conseil selon une répartition défini par un accord local.
| Nombre de délégués | Communes                                                                                      |
| ------------------ | --------------------------------------------------------------------------------------------- |
| 6                  | Lacanau                                                                                       |
| 5                  | Hourtin                                                                                       |
| 4                  | Soulac-sur-Mer                                                                                |
| 3                  | Vendays-Montalivet, Carcans, Saint-Vivien-de-Médoc                                            |
| 2                  | Queyrac, Le Verdon-sur-Mer, Grayan-et-l'Hôpital, Jau-Dignac-et-Loirac, Naujac-sur-Mer, Vensac |
| 1                  | Talais, Valeyrac                                                                              |

### Présidence
La communauté de communes est actuellement présidée par :
| Période                                  | Période  | Identité      | Étiquette | Qualité                                               |
| ---------------------------------------- | -------- | ------------- | --------- | ----------------------------------------------------- |
| 2017                                     | En cours | Xavier Pintat | UMP-LR    | maire de Soulac-sur-Mer (1990-), sénateur (1998-2017) |
| Les données manquantes sont à compléter. |          |               |           |                                                       |

## Compétences
- Action de développement économique (soutien des activités industrielles, commerciales ou de l'emploi, soutien des activités agricoles et forestières…)
- Activités culturelles ou socioculturelles
- Collecte des déchets des ménages et déchets assimilés
- Création, aménagement, entretien de la voirie
- Création, aménagement, entretien et gestion de zone d’activités industrielle, commerciale, tertiaire, artisanale ou touristique
- Création, aménagement, entretien et gestion de zone d’activités portuaire ou aéroportuaire
- Établissements scolaires
- Études et programmation
- NTIC (Internet, câble…)
- Organisation des transports non urbains
- Ports
- Réalisation d'aire d'accueil ou de terrains de passage des gens du voyage
- Schéma de cohérence territoriale (SCOT)
- Schéma de secteur
- Soutien aux actions de MDE
- Tourisme
- Transports scolaires
- Hydraulique
- Programme local de l’habitat
- Politique du logement non social
- Opération programmée d'amélioration de l'habitat (OPAH)